# Strade Bianche 2021
La Strade Bianche 2021, quindicesima edizione della corsa, valida come terza prova dell'UCI World Tour 2021, si svolse il 6 marzo 2021 su un percorso totale di 184 km, con partenza e arrivo a Siena, in Italia. La vittoria fu appannaggio dell'olandese Mathieu van der Poel, che completò il percorso in 4h40'29", alla media di 39,361 km/h, precedendo il francese Julian Alaphilippe ed il colombiano Egan Bernal.
Sul traguardo di Siena 121 ciclisti, su 175 partiti dalla medesima località, hanno portato a termine la competizione.

## Percorso
La gara prende il via da Siena dal piazzale della Libertà di fronte alla Fortezza Medicea e si conclude come da tradizione in Piazza del Campo, per una distanza complessiva di 184 km. Seguendo una tradizione ormai consolidata si affrontano circa 63 i chilometri di strade sterrate suddivisi in undici settori. La corsa è caratterizzata, oltre che dallo sterrato, da un tracciato molto ondulato e accidentato caratterizzato da numerose curve e da una prima impegnativa ascesa con pendenze attorno al 10% all'interno del secondo tratto di sterrato. Poco dopo una impegnativa salita, su strada asfaltata, porta a Montalcino, 4 km con pendenza del 5%. L'ultimo tratto in sterrato, quello delle Tolfe, si conclude a 12 km dall'arrivo. Tuttavia la corsa prevede ancora una difficoltà altimetrica, spesso decisiva per determinare il vincitore, infatti a due km dal traguardo finale inizia la salita di Porta di Fontebranda con pendenze al 9%-10%, massima in via di Santa Caterina (16%) a 500 metri dallo striscione d'arrivo finale di Piazza del Campo.
Settori di strade bianche
| Settore Numero | Nome                                          | Chilometri         | Lunghezza (km) |
| -------------- | --------------------------------------------- | ------------------ | -------------- |
| 1              | Vidritta                                      | dal 17,6 al 19,7   | 2,1            |
| 2              | Bagnaia                                       | dal 25 al 30,8     | 5,8            |
| 3              | Radi                                          | dal 36,9 al 41.3   | 4,4            |
| 4              | La Piana                                      | dal 47.6 al 53.1   | 5,5            |
| 5              | Lucignano d'Asso                              | dal 75.8 al 87.7   | 11,9           |
| 6              | Pieve a Salti                                 | dal 88.7 al 96.7   | 8,0            |
| 7              | San Martino in Grania                         | dal 111.7 al 121.2 | 9,5            |
| 8              | Monte Sante Marie (settore Fabian Cancellara) | dal 130.0 al 132,4 | 11,5           |
| 9              | Monteaperti                                   | dal 160.0 al 160.8 | 0,8            |
| 10             | Colle Pinzuto                                 | dal 164.6 al 167   | 2,4            |
| 11             | Le Tolfe                                      | dal 171.0 al 172.1 | 1,1            |

## Squadre e corridori partecipanti
| N.      | Cod. | Squadra                     |
| ------- | ---- | --------------------------- |
| 1-7     | TJV  | Jumbo-Visma                 |
| 12-17   | ACT  | AG2R Citroën Team           |
| 21-27   | AFC  | Alpecin-Fenix               |
| 31-37   | ANS  | Androni Giocattoli-Sidermec |
| 41-47   | AST  | Astana-Premier Tech         |
| 51-57   | TBV  | Bahrain Victorious          |
| 61-67   | BCF  | Bardiani-CSF-Faizanè        |
| 71-77   | BOH  | Bora-Hansgrohe              |
| 81-87   | COF  | Cofidis                     |
| 91-97   | DQT  | Deceuninck-Quick Step       |
| 101-107 | EFN  | EF Education-Nippo          |
| 111-117 | EOK  | Eolo-Kometa Cycling Team    |
| 121-127 | GFC  | Groupama-FDJ                |

| N.      | Cod. | Squadra                  |
| ------- | ---- | ------------------------ |
| 131-137 | IGD  | Ineos Grenadiers         |
| 141-147 | IWG  | Intermarché-Wanty-Gobert |
| 151-157 | ISN  | Israel Start-Up Nation   |
| 161-167 | LTS  | Lotto Soudal             |
| 171-177 | MOV  | Movistar Team            |
| 181-187 | ARK  | Team Arkéa-Samsic        |
| 191-197 | BEX  | Team BikeExchange        |
| 201-207 | DSM  | Team DSM                 |
| 211-217 | TQA  | Team Qhubeka Assos       |
| 221-227 | TFS  | Trek-Segafredo           |
| 231-237 | UAD  | UAE Team Emirates        |
| 241-247 | THR  | Vini Zabù                |

## Ordine d'arrivo (Top 10)
| Pos. | Corridore            | Squadra    | Tempo    |
| ---- | -------------------- | ---------- | -------- |
| 1    | Mathieu van der Poel | Alpecin    | 4h40'29" |
| 2    | Julian Alaphilippe   | Deceuninck | a 5"     |
| 3    | Egan Bernal          | Ineos      | a 20"    |
| 4    | Wout Van Aert        | Jumbo      | a 51"    |
| 5    | Thomas Pidcock       | Ineos      | a 54"    |
| 6    | Michael Gogl         | Qhubeka    | s.t.     |
| 7    | Tadej Pogačar        | UAE        | s.t.     |
| 8    | Simon Clarke         | Qhubeka    | a 2'25"  |
| 9    | Jakob Fuglsang       | Astana     | s.t.     |
| 10   | Pello Bilbao         | Bahrain    | a 2'39"  |